# Penicillium
Penicillium és un gènere de fongs ascomicot de l'ordre dels eurotials (Eurotiales) d'importància capital per a la humanitat ja que d'una de les seves espècies (Penicillium notatum)  es va aïllar l'any 1928 el primer antibiòtic, la penicil·lina. Diverses espècies estan implicades en la producció de formatge i fins i tot hi ha alguna espècie patògena.

## Taxonomia
El gènere Penicillium inclou 535 espècies, entre les que destaquen:
- Penicillium bilaiae, que és un inoculant agrícola.
- Penicillium camemberti, usat en la producció del formatge camembert i el brie.
- Penicillium candida, utilitzat per a fer formatge camembert i brie.
- Penicillium glaucum, usat per a fer formatge gorgonzola.
- Penicillium gracilentum
- Penicillium marneffei, una espècie tèrmicament dimòrfica endèmica del sud-est asiàtic que causa infeccions oportunistes en pacients infectats per VIH.
- Penicillium nalgiovense, present a la pell del fuet.
- Penicillium chrysogenum (= notatum), del que es produeix la penicil·lina.
- Penicillium purpurogenum
- Penicillium roqueforti, usat per a fer formatge roquefort i altres formatges blaus.
- Penicillium stoloniferum

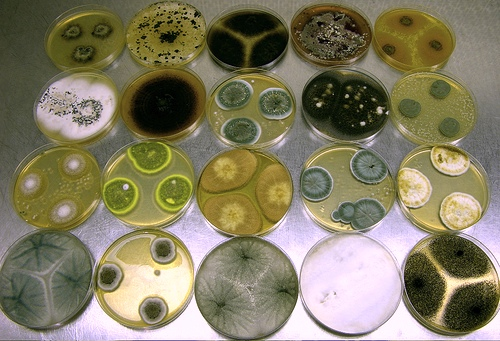
Diverses espècies de Penicillium, Aspergillus i altres fongs creixent en diferents cultius
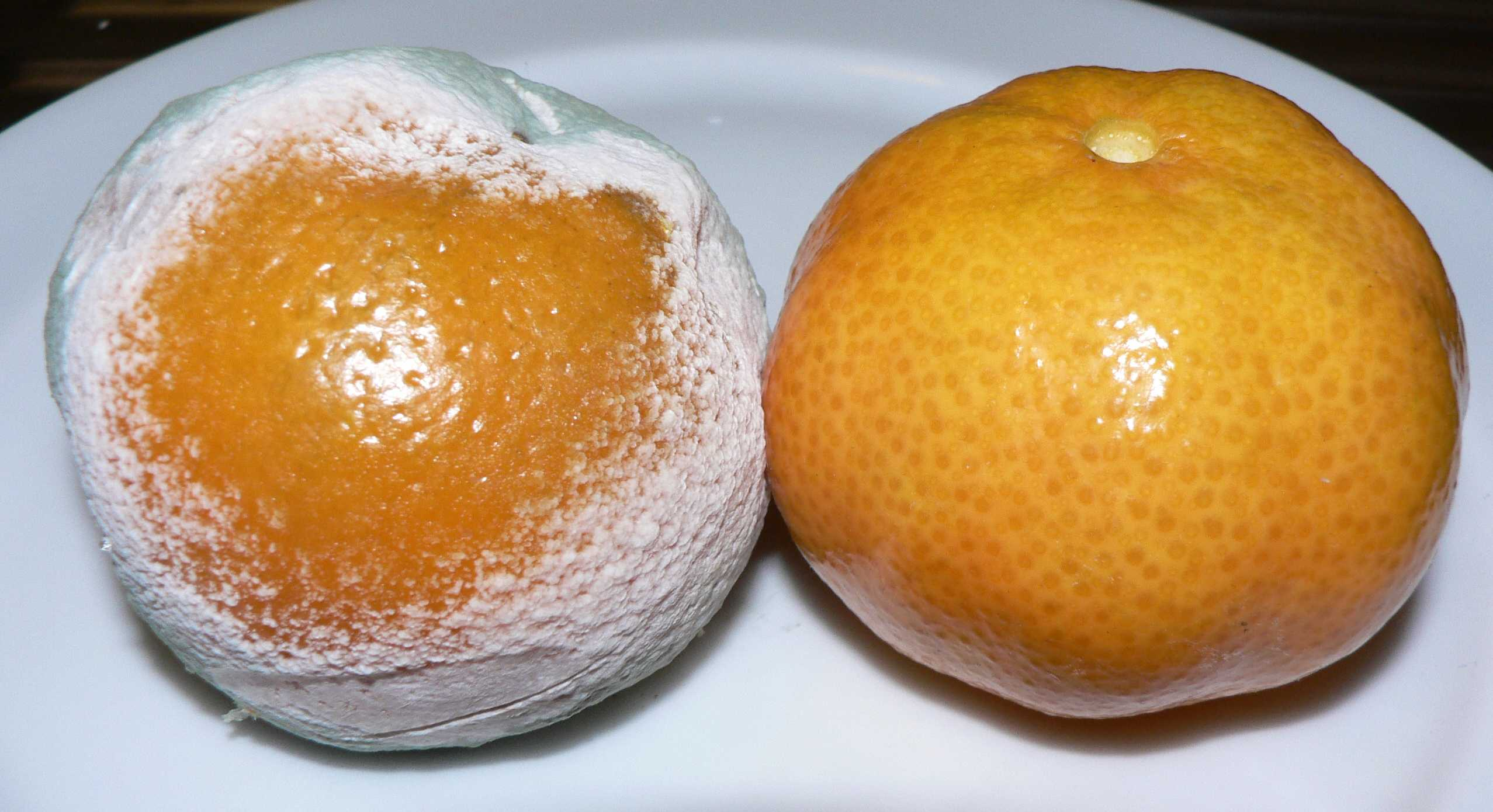
Floridura de Penicillium